# شنیدار پندار
شنیدار پندار کتابی از فریده خلعتبری است که در سال ۱۳۹۰ از سوی نشر شباویز منتشر و در سال ۲۰۱۳ در فهرست کلاغ سفید قرار گرفت.